# Lydia Shum
Lydia Shum Din-Ha, também conhecida como Lydia Sum (em chinês: 沈殿霞) (Xangai, 21 de Julho de 1945 - 19 de fevereiro de 2008) foi uma comediante, mestre de cerimônias e atriz de Hong Kong, conhecida por sua personagem diferenciada, pelo seu grande cabelo e seus óculos pretos. Também teve inúmeras aparições em filmes de Hong Kong e foi ícone da TVB por quatro anos. Morreu após complicações por diabetes e hipertensão.

## Filmografia

### Filmes
Esta é uma lista parcial de filmes.
- 1965 The Lotus Lamp
- 1967 A Girl's Secret[5][6]
- 1967 Broadcast Queen[7][8]
- 1967 Every Girl a Romantic Dreamer - Sai.[9]
- 1967 Finding a Wife in a Blind Way[10]
- 1967 The Flying Killer (aka Chivalrous Girl in the Air) - Chow Mei-Ha.[11]
- 1967 Happy Years - Cheung Lan.[12]
- 1967 The Iron Lady Against the One-eyed Dragon
- 1967 Three Women in a Factory - Chow Siu-Yuk.[13]
- 1967 Waste Not Our Youth - Fei Fei.[14][15]
- 1967 Unforgettable First Love[16]
- 1968 Lady Songbird
- 1968 Happy Years
- 1968 Four Gentlemanly Flowers
- 1968 A Blundering Detective and a Foolish Thief
- 1968 Won't You Give Me a Kiss?
- 1968 Teenage Love
- 1968 Wonderful Youth
- 1968 We All Enjoy Ourselves Tonight
- 1969 Moments of Glorious Beauty
- 1969 The Little Warrior
- 1969 Teddy Girls - Yeung Siu-Kiu.[17]
- 1969 To Catch a Cat
- 1969 A Big Mess
- 1969 One Day at a Time
- 1970 Secret Agent No. 1[18][19]
- 1970 Happy Times
- 1970 The Mad Bar
- 1971 The Invincible Eight
- 1972 Songs and Romance Forever
- 1973 The Private Eye
- 1973 Love Is a Four Letter Word
- 1973 If Tomorrow Comes
- 1973 The House of 72 Tenants - Shanghai Po.[20]
- 1974 The Country Bumpkin
- 1974 Tenants of Talkative Street
- 1974 Lovable Mr. Able
- 1974 The Crazy Instructor
- 1974 The Country Bumpkin in Style
- 1974 Kissed by the Wolves[21][22]
- 1975 Pretty Swindler
- 1975 Don't Call Me Uncle
- 1975 Sup Sap Bup Dup
- 1976 You are Wonderful - also director
- 1976 Love in Hawaii
- 1977 The Great Man
- 1982 Cat vs Rat
- 1984 Drunken Tai Chi
- 1986 The Millionaire's Express
- 1987 It's a Mad, Mad, Mad World
- 1987 Mr. Handsome (1987)
- 1988 Tiger on the Beat [cameo]
- 1988 Double Fattiness
- 1988 Mother vs. Mother
- 1988 King of Stanley Market
- 1988 Faithfully Yours
- 1988 It's a Mad, Mad, Mad World II
- 1989 The Bachelor's Swan-Song
- 1989 City Squeeze
- 1989 Eat a Bowl of Tea
- 1989 It's a Mad, Mad, Mad World III
- 1989 Lost Souls
- 1991 The Banquet
- 1991 The Perfect Match
- 1992 It's a Mad, Mad, Mad World Too
- 1993 The Laughter of Water Margins
- 1993 Perfect Couples
- 1993 He Ain't Heavy, He's My Father
- 1995 Just Married
- 1997 Fitness Tour
- 1997 Happy Together
- 2001 The Stamp of Love
- 2001-2005 Living with Lydia
- 2003 Miss Du Shi Niang
- 2004 In-Laws, Out-Laws
- 2006 Where Are They Now?